# Holden (musikalbum)
Holden är den svenska indierockgruppen Holdens självbetitlade första och enda studioalbum. Albumet gavs ut 2003 på Dead Frog Records.
Från albumet släpptes singlarna "Honeymoon" (2003) och "Every Exit" (2004). Den sistnämnde medtogs tillsammans med "God Is Good" på soundtracket till filmen Strandvaskaren (2004). Ytterligare en låt från albumet, "Pleased to Meet You", fanns med i filmen Hip hip hora!.

## Låtlista
Där inte annat anges är låtarna skrivna av Holden.
1. "Honeymoon"
2. "Thinking Straight"
3. "Throwaway"
4. "Every Exit (Holden, Mats Lundgren)
5. "God Is Good"
6. "Another Year"
7. "Look at Me"
8. "What If"
9. "Pleased to Meet You"
10. "Glider"
11. "Minority of One"
12. "Looking Bad"
13. "Beautiful Loser"

## Mottagande
Musiklandets Anna Sims gav albumet betyget tre av fem. Hon skrev "De bästa och dominerande låtarna blandar indierock med electronica och ger härlig energi. De lugnare lutar mer åt motown- och jazz-hållet med svävande atmosfär av filmmusik. Sammantaget ger det albumet ibland lite väl skiftande karaktär. Men jag köper det då låtarna är så genomarbetade och svänger riktigt bra." Sims sade sig också vara "imponerad" av sångaren Jenny Silvers röst och menade att den "hittat hem".